# Cal Nin Vell
Cal Nin Vell és una obra de la Llacuna (Anoia) inclosa a l'Inventari del Patrimoni Arquitectònic de Catalunya.

## Descripció
Habitatge, de planta irregular, que s'apropa al cercle, de dos pisos i sostre amb ràfec de fusta.
Estructura molt massissa, amb parets gruixudes de pedra, que recorda una torre de muralla. Donada la proximitat d'aquesta, és possible que ho sigui.
Reformada en alguns punts, amb maó.

## Història
Època medieval o quelcom més posterior.